# Fels am Wagram
Fels am Wagram je městys v Rakousku ve spolkové zemi Dolní Rakousy v okrese Tulln. Žije zde přibližně přibližně 2 300 obyvatel.

## Geografie

### Geografická poloha
Fels am Wagram se nachází ve spolkové zemi Dolní Rakousy v regionu Weinviertel. Rozloha území městyse činí 29,41 km², z nichž 6,9 % je zalesněných.

### Části obce
Území městyse Fels am Wagram se skládá ze čtyř částí (v závorce uveden počet obyvatel k 1. 1. 2015):
- Fels am Wagram (1 498)
- Gösing am Wagram (329)
- Stettenhof (154)
- Thürnthal (219)

### Sousední obce
- na severu: Hohenwarth-Mühlbach am Manhartsberg
- na východu: Großriedenthal, Kirchberg am Wagram
- na jihu: Grafenwörth
- na západu: Grafenegg

## Politika

### Obecní zastupitelstvo
Obecní zastupitelstvo se skládá z 21 členů. Od komunálních voleb v roce 2015 zastávají následující strany tyto mandáty:
- 13 ÖVP
- 8 SPÖ

### Starosta
Nynějším starostou městyse Fels am Wagram je Christian Bauer ze strany ÖVP.
Předchozími starosty byli:
- do roku 2007 Franz Sauerstingl
- 2007–2015 Rudolf Stiegler (ÖVP)

## Galerie

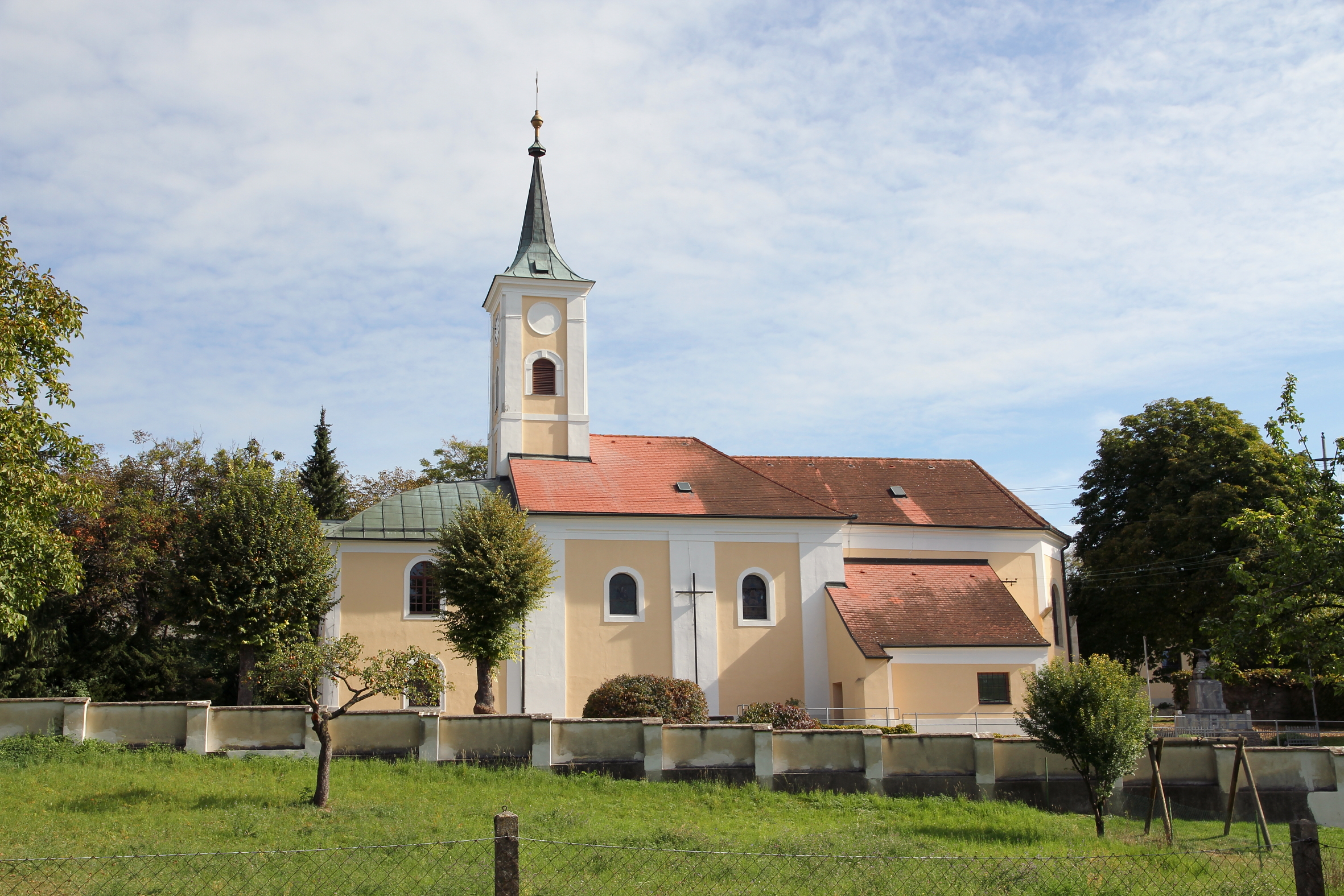
Kostel v Gösing am Wagram
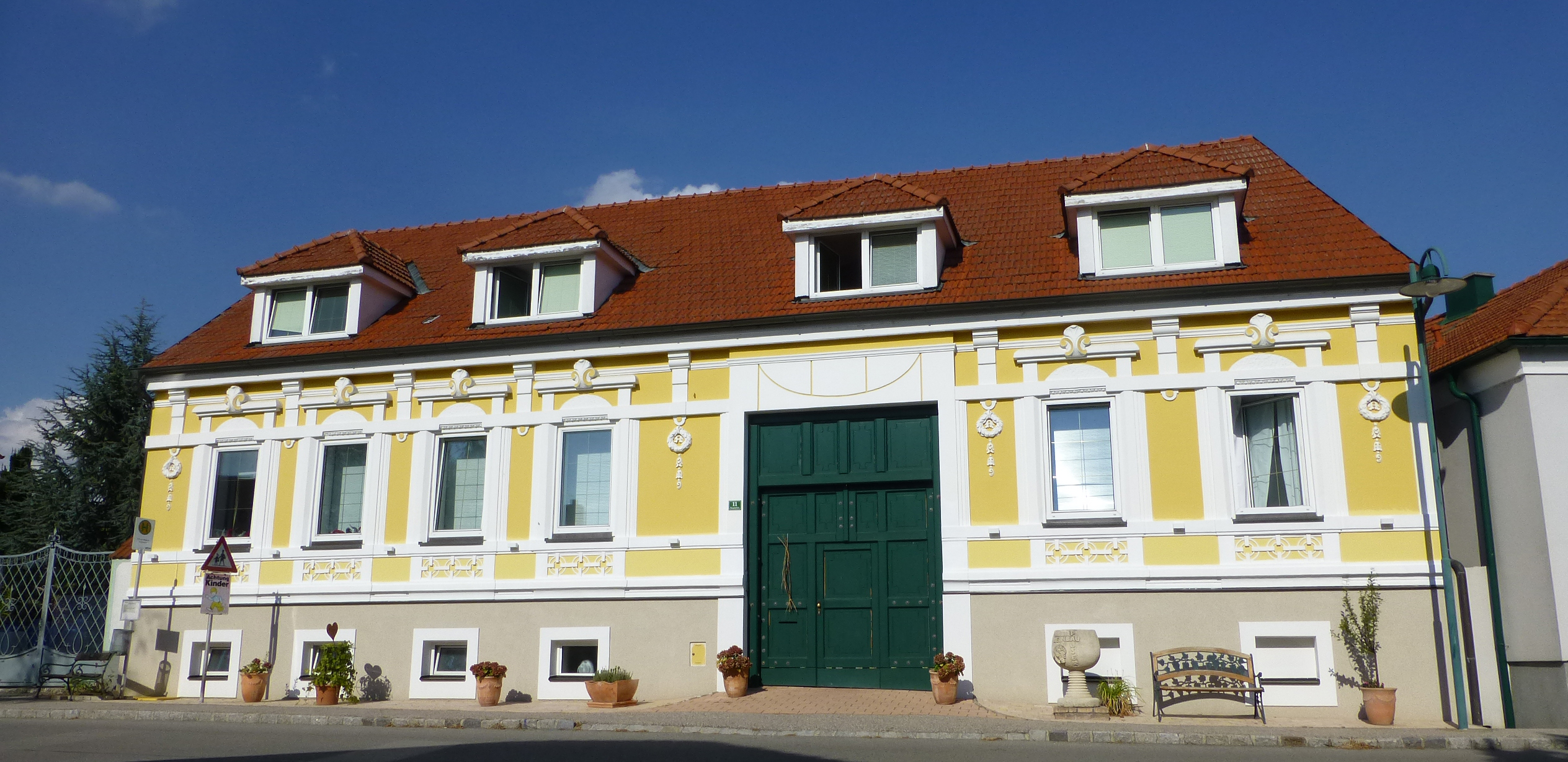
Dům ve Fels am Wagram
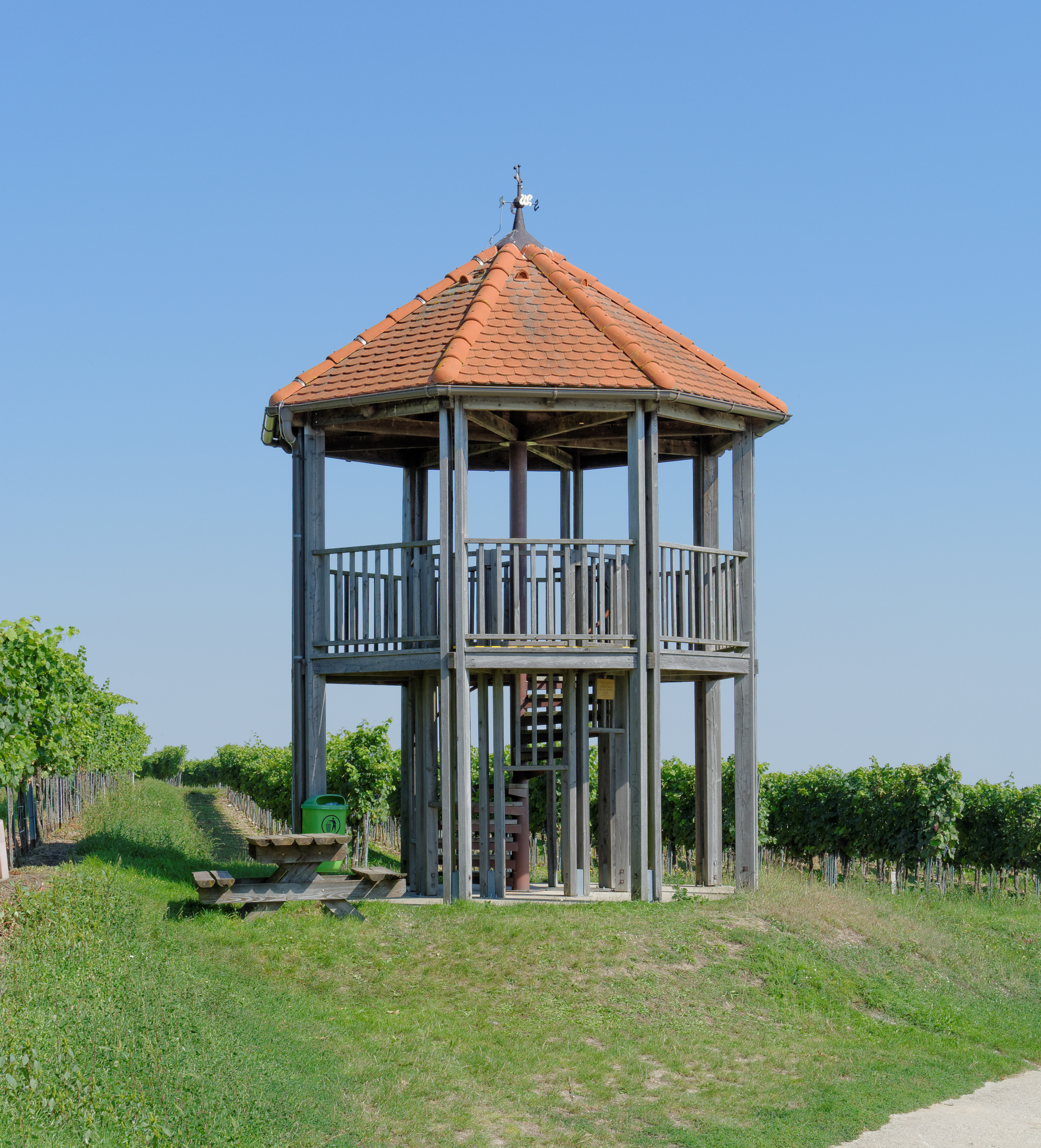
Rozhledna u Felsu
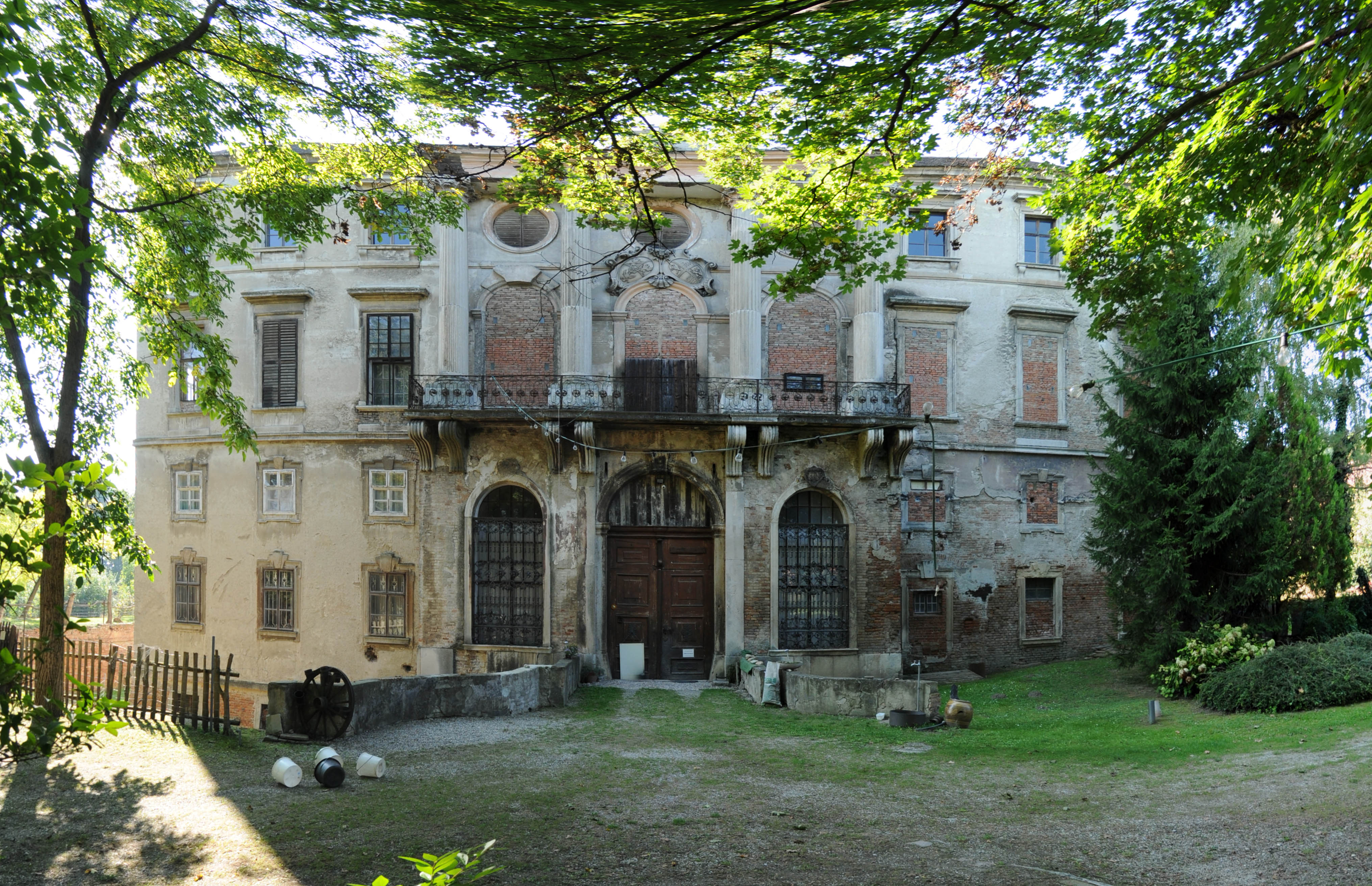
Zámek Thürnthal